# دوريان إليكترا
دوريان إليكترا فريدكين غومبيرغ (بالإنجليزية: Dorian Electra Fridkin Gomberg) (من مواليد 25 يونيو 1992) المعروف مهنيا بدوريان إليكترا هو مغني، كاتب أغاني أمريكي وفنان مؤدي.

## الحياة الشخصية
والد إليكترا بول غومبيرغ معروف ب«سمسار نجوم الروك» في هيوستن، وأمه الفنانة ومصممة المجوهرات بولا فريدكين. إليكترا لا ينتمي لأحد الجنسين ويستعمل ضمائر محايدة (they و them).

## ديسكوغرافيا

### ألبومات

#### ألبومات استوديو
| العنوان | تفاصيل الألبوم                                                                                      |
| ------- | --------------------------------------------------------------------------------------------------- |
| متوهج   | - تاريخ الصدور: 17 يوليوز 2019 - شركة الإنتاج: إنتاج شخصي - الصيغ: تحميل إلكتروني، بث، قرص فونوغراف |

### أغاني فردية

#### كمغن رئيسي
| العنوان             | السنة | الألبوم           |
| ------------------- | ----- | ----------------- |
| "كليتوبيا"          | 2016  | non-album singles |
| "مشكل العقل والجسد" | 2016  | non-album singles |
| "هزاز"              | 2016  | non-album singles |
| "كعب عال"           | 2016  | non-album singles |
| "دراغ"              | 2016  | non-album singles |
| "تحكم"              | 2017  | non-album singles |
| "جائزة كبرى"        | 2017  | non-album singles |
| "في آي بي"          | 2018  | non-album singles |
| "فتى المسار المهني" | 2018  | متوهج             |
| "رجل لرجل"          | 2018  | متوهج             |
| "متوهج"             | 2019  | متوهج             |
| "دادي لايك"         | 2019  | متوهج             |

#### كمغن ثانوي
| العنوان                                                             | السنة | الألبوم           |
| ------------------------------------------------------------------- | ----- | ----------------- |
| "فامبوت" (شارلي إكس سي إكس، ميكي بلانكو، بشراكة معة دوريان إليكترا) | 2017  | بوب 2             |
| "افتح عيني" (رافينا غولدن بشراكة مع دوريان إليكترا)                 | 2018  | non-album singles |

## روابط خارجية
- دوريان إليكترا على موقع ميوزك برينز (الإنجليزية)
- دوريان إليكترا على موقع ميوزك برينز (الإنجليزية)
- دوريان إليكترا على موقع أول ميوزيك (الإنجليزية)
- دوريان إليكترا على موقع ديسكوغز (الإنجليزية)